# What Happens Tomorrow
What Happens Tomorrow è un brano musicale dei Duran Duran uscito nel 2005 come secondo singolo dall'album Astronaut uscito nel 2004.

## Tracce

### CD: Epic / 6756501 (UK)
1. "What Happens Tomorrow" – 4:04
2. "(Reach Up For The) Sunrise (Eric Prydz Edit)" – 3:36

### CD Epic / 6756502 (UK)
1. "What Happens Tomorrow" – 4:04
2. "Silent Icy River" – 2:54
3. "What Happens Tomorrow (Harry Peat Mix)" – 4:04

### CD Epic / 6756532 (International)
1. "What Happens Tomorrow" – 4:04
2. "Silent Icy River" – 2:54
3. "What Happens Tomorrow (Harry Peat Mix)" – 4:04
4. "(Reach Up For The) Sunrise (Eric Prydz Mix)" – 6:46

### Promo Only Remixes
1. "What Happens Tomorrow (Mark Tinley Ambient Mix)"  – 6:06

### Digital Downloads Only
1. "What Happens Tomorrow (Peter Rauhofer's Reconstruction Mix)"  – 8:56
2. "What Happens Tomorrow (Peter Rauhofer's Reconstruction Dub)"  – 8:49

### CD: Epic / SAMPCS145991 (UK)
1. "What Happens Tomorrow" – 4:05

- Promo.

## Classifiche
| Classifica (2005) | Posizione massima |
| ----------------- | ----------------- |
| Belgio (Vallonia) | 58                |
| Costa Rica        | 4                 |
| Germania          | 80                |
| Irlanda           | 47                |
| Italia            | 2                 |
| Regno Unito       | 11                |
| Romania           | 39                |